# Сяньтао
Сяньтао (кит. спр. 仙桃市, піньїнь: Xiāntáo Shì) — місто-повіт прямого підпорядкування у центральнокитайській провінції Хубей.

## Географія
Сяньтао розташовується у центрально-східній частині провінції.

### Клімат
Місто знаходиться у зоні, котра характеризується вологим субтропічним кліматом. Найтепліший місяць — липень із середньою температурою 28.9 °C (84 °F). Найхолодніший місяць — січень, із середньою температурою 4.2 °С (39.6 °F).
| Клімат Сяньтао          | Клімат Сяньтао | Клімат Сяньтао | Клімат Сяньтао | Клімат Сяньтао | Клімат Сяньтао | Клімат Сяньтао | Клімат Сяньтао | Клімат Сяньтао | Клімат Сяньтао | Клімат Сяньтао | Клімат Сяньтао | Клімат Сяньтао | Клімат Сяньтао |
| Показник                | Січ.           | Лют.           | Бер.           | Квіт.          | Трав.          | Черв.          | Лип.           | Серп.          | Вер.           | Жовт.          | Лист.          | Груд.          | Рік            |
| Середня температура, °C | 4,2            | 5,8            | 10,6           | 16,8           | 22             | 25,8           | 28,9           | 28,6           | 23,6           | 18,2           | 12,1           | 6,3            | 16,9           |
| Норма опадів, мм        | 33.9           | 53             | 91.5           | 134.2          | 157.3          | 189.9          | 147.7          | 115.3          | 79.2           | 81.9           | 56.4           | 29.3           | 1169.6         |
| Днів з опадами          | 11,1           | 11,6           | 14,6           | 15,7           | 14,3           | 12,5           | 10,6           | 9,9            | 10,7           | 12,1           | 11,9           | 10,5           | 145,5          |
| Вологість повітря, %    | 75             | 76.2           | 78.2           | 79.2           | 77.9           | 78.1           | 78.4           | 77.9           | 78.2           | 78.4           | 77             | 74.2           | 77.4           |
| ----------------------- | -------------- | -------------- | -------------- | -------------- | -------------- | -------------- | -------------- | -------------- | -------------- | -------------- | -------------- | -------------- | -------------- |
| Джерело: Weatherbase    |                |                |                |                |                |                |                |                |                |                |                |                |                |